# Sibylloblatta
Sibylloblatta es un género de insectos blatodeos (cucarachas) de la familia Blaberidae, subfamilia Blaberinae. Contiene una sola especie, Sibylloblatta panesthoides.

## Distribución geográfica
Se pueden encontrar en Jamaica.

## Sinónimos
- Polyzosteria panesthoides Walker, 1868.
- Hormetica advena Scudder, 1900.